# Myiagra cervinicolor
Myiagra cervinicolor är en fågelart i familjen monarker inom ordningen tättingar.

## Utbredning och systematik
Fågeln förekommer i endast på ön Dyaul i Bismarckarkipelagen. Den betraktas traditionellt som en underart av Myiagra hebetior, men urskiljs sedan 2016 som egen art av Birdlife International och IUCN.

## Status
Den kategoriseras av IUCN som nära hotad.